# Renate Breuer
Renate Breuer (Berlín, 1 de diciembre de 1939) es una deportista alemana que compitió para la RFA en piragüismo en la modalidad de aguas tranquilas.
Participó en dos Juegos Olímpicos de Verano en los años 1968 y 1972, obteniendo una medalla de plata en la edición de México 1968 en la prueba de K1 500 m. Ganó tres medallas en el Campeonato Mundial de Piragüismo entre los años 1966 y 1971, y seis medallas en el Campeonato Europeo de Piragüismo entre los años 1965 y 1969.

## Palmarés internacional
| Juegos Olímpicos   | Juegos Olímpicos          | Juegos Olímpicos  | Juegos Olímpicos |
| Año                | Lugar                     | Medalla           | Competición      |
| ------------------ | ------------------------- | ----------------- | ---------------- |
| 1968               | Ciudad de México (México) | Medalla de plata  | K1 500 m         |
| Campeonato Mundial |                           |                   |                  |
| Año                | Lugar                     | Medalla           | Competición      |
| 1966               | Berlín Oriental (RDA)     | Medalla de plata  | K4 500 m         |
| 1970               | Copenhague (Dinamarca)    | Medalla de oro    | K2 500 m         |
| 1971               | Belgrado (Yugoslavia)     | Medalla de plata  | K4 500 m         |
| Campeonato Europeo |                           |                   |                  |
| Año                | Lugar                     | Medalla           | Competición      |
| 1965               | Bucarest (Rumania)        | Medalla de bronce | K1 500 m         |
| 1965               | Bucarest (Rumania)        | Medalla de bronce | K4 500 m         |
| 1967               | Duisburgo (RFA)           | Medalla de bronce | K2 500 m         |
| 1967               | Duisburgo (RFA)           | Medalla de plata  | K4 500 m         |
| 1969               | Moscú (URSS)              | Medalla de plata  | K1 500 m         |
| 1969               | Moscú (URSS)              | Medalla de plata  | K4 500 m         |